# فیلتر کاهنده نور
 استاپ

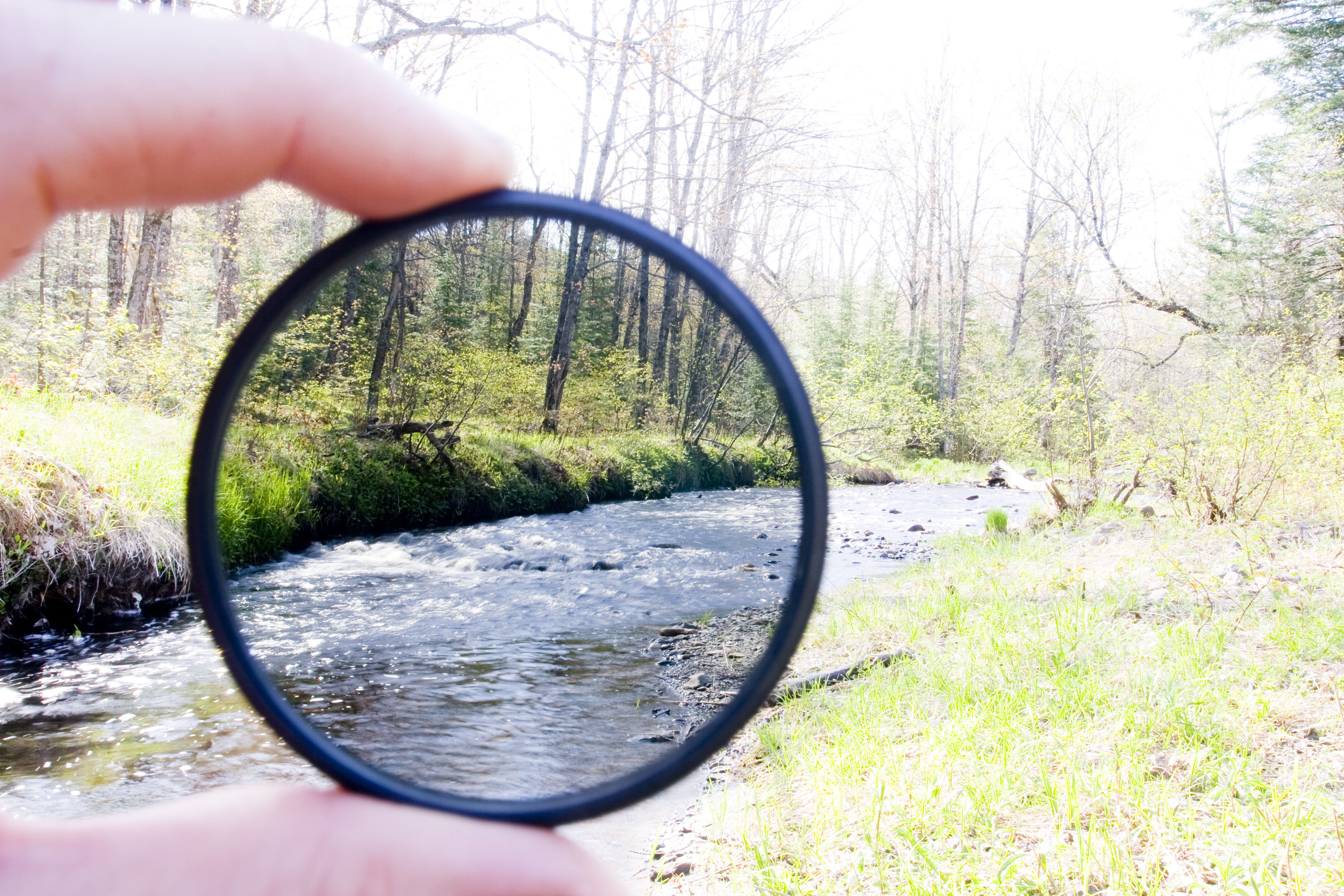
تاثیر فیلتر ND بر عکس.

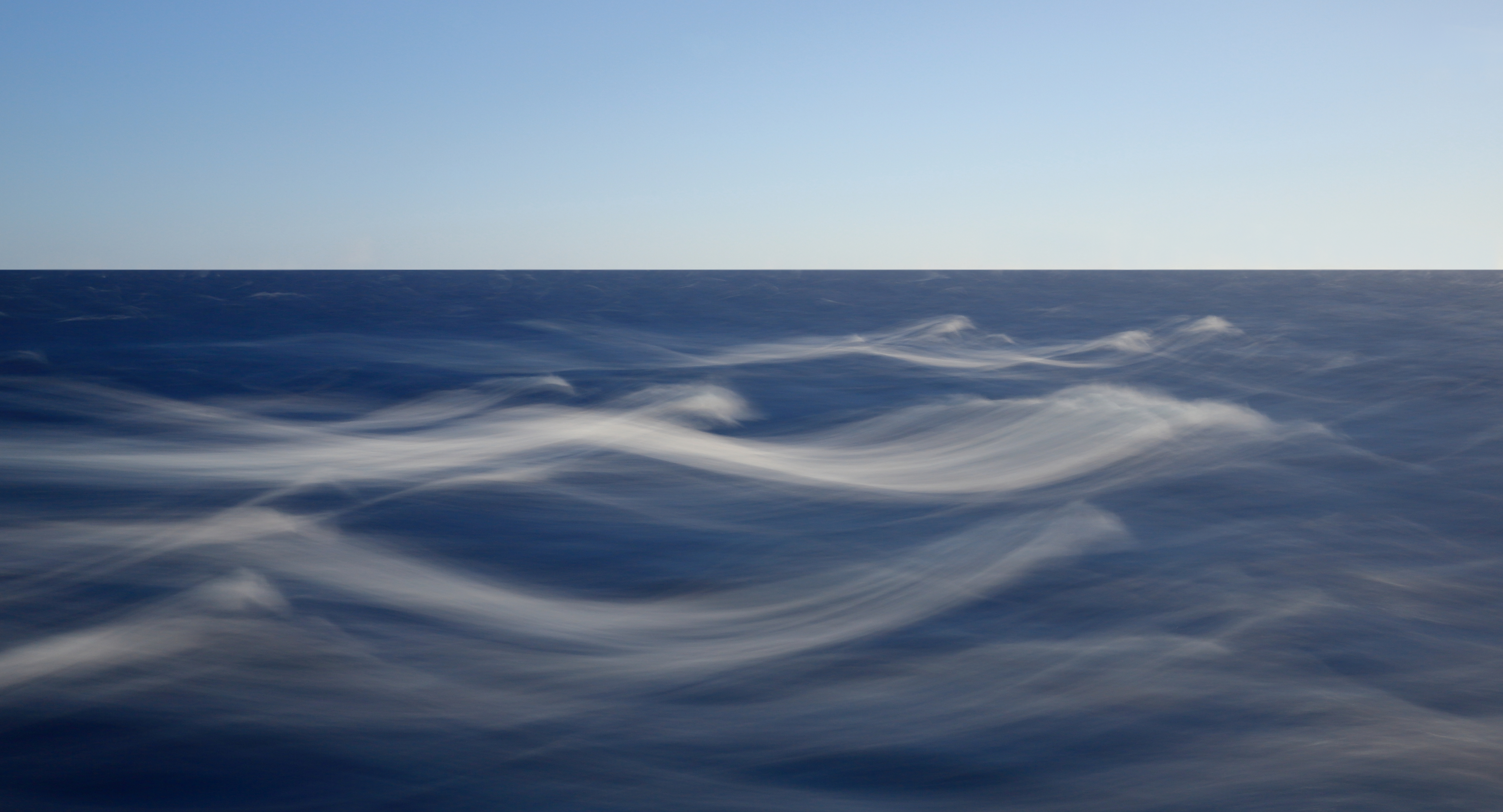
نگاره‌ای از امواج دریای کارائیب در روز که با استفاده از تکنیک نوردهی طولانی با سرعت شاتر «۲۰s» و با کمک فیلتر کاهنده نور گرفته شده‌است. ضمنا در کادربندی نگاره به نسبت یک‌سوم توجه شده‌است.

فیلترهای ND یا کاهندهٔ نور، فیلترهایی هستند که شدت نور را کم می‌کنند. این‌گونه فیلترها زمانی کاربرد دارند که لازم باشد سرعت شاتر را بیشتر از آنچه دیافراگم اجازه می‌دهد کاهش داد یا دیافراگم را بیش‌تر از آنچه سرعت شاتر اجازه می‌دهد، باز کرد. فیلترهای کاهندهٔ نور، خاکستری رنگ هستند و غیراز کاهش نور ورودی، هیچ تأثیری بر تون رنگ‌ها ندارند.